# جونيور باوليستا (لاعب كرة قدم مواليد 1981)
لويز أنطونيو غاينو جونيور المعروف باسم جونيور باوليستا هو لاعب كرة قدم برازيلي في مركزي قلب الدفاع والدفاع، ولد في 7 يناير 1981 في جوندياي في البرازيل. لعب مع جمعية بورتوغيزا الرياضية وسانتو أندريه ونادي إنترناسيونال ونادي ريو برانكو ونادي غاما ونادي فيلا نوفا ونادي فييرينسي ونادي ميراسول.

## وصلات خارجية
- جونيور باوليستا (لاعب كرة قدم) على موقع قاعدة بيانات كرة القدم.إي يو (الإنجليزية)
- جونيور باوليستا (لاعب كرة قدم) على موقع Soccerway.com (الإنجليزية)